# Fritz Frederich
Fritz Frederich (* 2. September 1936 in Berlin) ist ein deutscher Ingenieur und Hochschullehrer.

## Werdegang
Frederich studierte von 1959 bis 1964 Maschinenbau an der Technischen Hochschule Braunschweig, um danach Forschungsassistent am Institut für Fahrzeugtechnik der TH Braunschweig zu werden, wo er 1969 promovierte.
Anschließend ging er in die Industrie, ehe er 1979 an die RWTH Aachen als Professor für Fördertechnik und Schienenfahrzeuge an das gleichnamige Institut berufen wurde. Frederich blieb dort bis zu seinem Ruhestand im Jahr 2001.
An der RWTH Aachen forschte Frederich schwerpunktmäßig auf dem Gebiet der Fahrwerke wie auch im Bereich des automatischen Fahrens, darunter das selbsttätig signalgeführte Triebfahrzeug und der selbstorganisierende Güterverkehr. Unter seiner Leitung wurde das Einzelrad-Einzelfahrwerk (EEF) und das Einzelrad-Doppelfahrwerk (EDF) entworfen, infolge dessen sich sowohl die Konstruktion der Einzelrad-Niederflurfahrwerke für Straßenbahnen als auch das gewichtsoptimierte Integralfahrwerk entwickelten.